# Hans-Heinrich von Fersen
Hans-Heinrich von Fersen (* 16. Juli 1909 in Reval; † 11. September 1996 in Barsinghausen) war ein deutscher Journalist und Sachbuchautor zur Automobilgeschichte.

## Leben
Hans-Heinrich von Fersen wuchs im Baltikum auf und studierte am Lettischen Polytechnikum in Riga. Bis 1939 war er in einer Papier- und Zellstoff-Fabrik tätig. Nach der Entlassung aus der Kriegsgefangenschaft lebte von Fersen ab 1951 in Darmstadt, wo er zunächst in der Fotobranche tätig war und dann eine leitende Stelle beim Hessischen Elektrizitätswerk bekleidete. In der Folgezeit erstellte er ausführliche Dokumentationen über Autos und Motorräder. Er war vermutlich der erste Autor im deutschsprachigen Raum, der detaillierte Automobil-Marken- und Technik-Typologien veröffentlichte.

## Werke (Auswahl)
- Autos in Deutschland 1920–1939. Motorbuch Verlag Stuttgart 1963
- Autos in Deutschland 1885–1920. Motorbuch Verlag Stuttgart 1965
- Sportwagen in Deutschland. Typen-Geschichte d. dt., österr. u. tschech. Sportwagen 1885–1940. Motorbuch Verlag Stuttgart 1968
- zusammen mit Ferdinand Hediger, Michael Sedgwick: Klassische Wagen. Verlag Hallwag, Bern und Stuttgart 1988
- zusammen mit Jerrold Sloniger: Deutsche Hochleistungswagen von 1884 bis heute. Motorbuch Verlag Stuttgart 1967
- zusammen mit Jerrold Sloniger: German High-Performance Cars 1894–1965. Batsford London 1965.

## Einzelbelege
1. ↑  Uniroyal AG (Hrsg.): Taschenbuch Motorpresse 1973, Kroll-Verlag, Garmisch-Partenkirchen und Seefeld,  S. 172.

| Personendaten    | Personendaten             |
| ---------------- | ------------------------- |
| NAME             | Fersen, Hans-Heinrich von |
| KURZBESCHREIBUNG | deutscher Sachbuchautor   |
| GEBURTSDATUM     | 16. Juli 1909             |
| GEBURTSORT       | Reval                     |
| STERBEDATUM      | 11. September 1996        |
| STERBEORT        | Barsinghausen             |